# Escolápios
Ordem Religiosa das Escolas Pias (em latim: Ordo Clericorum Regularium pauperum Matris Dei Scholarum Piarum, Sch. P. or S.P.), mais conhecida como Escolápios, Piaristas ou como Padres Escolápios, é uma ordem religiosa da Igreja Católica fundada por São José de Calasanz, inicialmente com o nome de Ordem dos Clérigos Regulares Pobres da Madre de Deus das Escolas Pias, em 1621 em Roma.

## História
No ano 1602, nasce a Associação das “Escolas Pias”. É uma piedosa sociedade leiga, para o mantimento dum colégio popular e gratuito, instalado no coração de Roma. A pequena escola de Santa Dorotéia tinha crescido muito (uns 500 alunos) e procuraram outro lugar mais espaçoso. Já tem seu Regulamento e seu Diretor, José de Calasanz, que tem especial interesse no bom funcionamento da escola e o bom espírito dos associados.
1617: O Papa Paulo V cria, a pedido de São José de Calasanz, a “Congregação Paulinas das Escolas Pias”. Gosta tanto dela que a batiza com seu próprio nome. E também ajuda com dinheiro, porque vivem de esmola. Não recebem nada dos alunos (a casa de São Pantaleo acolhe já 1500 alunos), nem pedem esmola pelas casas. O desinteresse era total, e ninguém tinha que passar por dificuldades para assistir naquelas escolas.
Ensina-se desde ler e escrever, passando pelo “ábaco” (matemáticas), gramática, retórica (letras), caligrafia, música... tudo aquilo que ajude aqueles meninos e jovens para ter um bom trabalho, um bom salário. E também latim, para que possam ingressar, os que desejem e possam, no Colégio Romano dos Jesuítas. E com um carinho especial se ensine, naturalmente, “a doutrina cristã”. Têm vontade de libertar aqueles jovens da escravidão da pobreza, da ignorância e do pecado. E através dos alunos, desejam influenciar também as suas famílias. “Piedade e Letras” será, desde o início, o lema dos Escolápios. Assim, espera-se a mudança da vida dos jovens e a reforma da sociedade.
Começam a chegar muitas petições para novas fundações: são numerosas as cidades da Itália e de Centro-Europa que pedem para que os Escolápios abram colégios para a educação de seus cidadãos. E o Fundador viverá o resto da sua vida em tensão entre a alegria das petições, que testemunham a utilidade da sua obra, e a escassez de professores religiosos. São muitos os que solicitam ingressar na Congregação, mas é necessária uma formação séria, e, às vezes, não têm o tempo suficiente para adquiri-la.
Em 1621 o Papa eleva as Escolas Pias à categoria de “Ordem de Clérigos Regulares”, com votos solenes. Assim, equipara o “ministério” escolápio com o ministério das veneradas Ordens Religiosas de São Bento, Franciscanos, Dominicanos, Jesuítas... Os Escolápios, dedicados a um trabalho tão humilde (e muito pouco apreciado naquele tempo) e tão profano, como era o ministério de educar as crianças e os jovens.
Mas nem todos compreendiam o ministério. Existiam, nas esferas religiosas e civis, pessoas alarmadas: Se ensinamos aos pobres, quem fará os serviços (trabalhos) de que necessitamos? Também alguma Ordem Religiosa muito influente os sentiam como competidores.
Calasanz luta denodadamente por dotar a seus religiosos de uma boa organização (imitando os Jesuítas) e de uma espiritualidade (inspirada nos Franciscanos e Carmelitas), mas sobretudo para defender e melhorar suas escolas e atender cada vez melhor seus alunos.
Em 1646, os inimigos das Escolas Pias prevalecem. E o Papa publica o documento de redução da Ordem à Congregação sem votos nem Superiores. Em menos de 30 anos de história, as Escolas Pias alcançaram o número de 49o religiosos e 37 colégios estendidos em numerosas cidades da Itália e da Europa Central. Também na França queria começar, mas não conseguiu.
Com a Ordem destruída e os Colégios desagregados, muitos ficam desconcertados. Mas o Santo continua animado, está convencido de que Deus não pode permitir o desaparecimento de uma obra tão benemérita. E muitos permanecem fiéis à sua vocação.
Em 1648, José de Calasanz morre rodeado de seus religiosos. O povo de Roma celebra a morte como a morte de um grande Santo.

## Restauração e Florescimento
Em 1648 assina-se a “Paz de Westfália”, finalizando a Guerra dos 30 anos. Estabelece-se um novo equilíbrio europeu, com a estabilização das respectivas áreas de influência, e, ao mesmo tempo, consolida-se a plena soberania dos estados nacionais. O absolutismo afiança-se. E os monarcas absolutos não têm muito interesse pela situação do povo, e em especial pelo ensino. O nível de analfabetismo chega muitas vezes ao 90% da população. As instituições religiosas cobrem esse vazio, destacando a Companhia de Jesus, as Escolas Pias e as Escolas Cristãs (1681).
Dentro e fora das Escolas Pias fazem-se muitos esforços para recuperar a situação jurídica e eclesial anterior. E aos poucos vai-se conseguindo: em 1656 chega a Declaração como Congregação Religiosa de votos simples; em 1669, alcança-se de novo o grau de Ordem com votos solenes. Assim, de novo começam a organizar-se e crescer novamente, em princípio muito devagar, devido principalmente à penúria econômica em que se desenvolviam. A partir de 1686 o Papa autoriza-lhes a possuir bens próprios.
Diante das controvérsias com outras Ordens Religiosas, o Papa, a pedido dos Escolápios, determina com maior claridade o ministério da nossa Ordem: 1) podem ensinar em suas escolas também as ciências maiores (filosofia, teologia, latim, grego, etc.); 2) devem admitir as crianças pobres, carentes, e também crianças ricas e nobres; 3) podem dirigir internatos e seminários; 4) podem fundar casas sem o consentimento de outros religiosos de tal modo que possam viver sem mendigar.
No século XVIII, as Escolas Pias alcançarão um notável crescimento em vários sentidos: expansão geográfica e numérica, prestígio científico, desenvolvimento e influência da sua pedagogia.
A expansão geográfica realiza-se, fundamentalmente, em três âmbitos políticos: Itália, o Império Germânico e o Reino de Polônia. Na Espanha, depois de algumas tentativas falidas já na vida do Fundador, a difundem os Escolápios que chegam da Sardenha e de Nápoles: Moiá (1683), Peralta de la Sal (1697), Balaguer (1700).
No campo pedagógico, os Escolápios criam, em primeiro lugar, uma boa organização do ensino: três séries de Primário, cinco (depois, seis ou oito) no Secundário. As séries não se distribuem pela idade, senão por níveis de conhecimento, tendo muita flexibilidade a passagem de uma para outra. O planejamento de cada série estava perfeitamente determinado em seus conteúdos, seus métodos e, inclusive, com seus livros de texto. Tudo isso era geral para toda a Ordem, embora cada Província tinha que adaptá-lo de seu jeito. Muitos Governos adaptaram depois numerosos elementos dessa organização escolar.

### Pessoas ou fatos significativos em destaque
Na Polônia, o Pe. Estanislão Konarski, quem, com seu plano de ensino e suas idéias, contribuiu decisivamente a assentar as bases da educação nacional polaca. Funda um “Colégio dos Nobres” em Varsóvia, com centro de experimentação pedagógica.
Na Hungria, os Escolápios destacam-se pelo cultivo da língua e cultura magiar, e por seu nível intelectual, inclusive na Universidade. Seu grande prestígio mereceu-lhes ajuda econômica oficial e também que seu Superior, o Provincial, fosse conselheiro habitual do Ministério de Educação.
Na Itália, há Escolápios que se destacam no campo científico e literário, algum formará parte do Governo da República Romana no final do século e recebem a encomenda da direção do Observatório astronômico Ximeniano de Florença.
Na Espanha, o Pe. Felipe Scio publicará o livro “Método Uniforme” para o ensino em Primária, será o instrutor dos filhos e netos de Carlos III, e por encomenda do mesmo Rei realizará a primeira tradução completa da Bíblia Vulgata ao castelhano.
Nos aspectos econômicos, as Escolas Pias seguem fiéis ao princípio de gratuidade de suas escolas. Em conseqüência, mantêm, com poucas exceções, um caráter popular profundo. Procuram o dinheiro por meio de fundações, doações dos príncipes e municípios, culto nas Igrejas, ingressos de seus internatos.
Em 1784, as Escolas Pias estavam compostas por uns 2.500 religiosos, distribuídos em 218 casas, organizadas em 16 Províncias: Roma, Ligúria, Nápoles, Toscana, Sicília, Sardenha, Apúlia, Boêmia, Áustria, Renano-Suíza, Hungria, Polônia, Lituânia, Aragão, Catalunha, Castilha.

## As Escolas Pias no século XIX
Nos 25 anos que vão desde a Revolução Francesa (1789) até o Congresso de Viena (1815) produz-se na Europa uma profunda convulsão política, ideológica, religiosa e moral. A fim do Antigo regime, as guerras continentais, as idéias da Ilustração e a reação conservadora vão dar passo a uma “Ordem nova” que só vai consolidar-se através de inúmeras lutas durante todo o século XIX, lutas nas quais o liberalismo triunfante se mudará em outro mais acomodatício, e ao mesmo tempo o seu componente revolucionário se entrançará com os grandes movimentos sociais desse século. A Igreja e também a Escola Pia vivem esta crise de forma traumática e dolorosa.
A guerras e as ocupações territoriais obrigam a abandonar muitas casas e a dispersar muitos de seus religiosos; isso acontece sobretudo na Província Renano-Suiza, em grande parte da Itália, na Polônia e na Lituânia.
As idéias liberais e nacionais acrescentam um novo fator de crise interna, já que não poucos dos Escolápios aderem-se a elas, com os conseguintes conflitos dentro das comunidades e com a hierarquia eclesiástica. O regalismo dos reis e imperadores obrigou a desmembrar a Ordem em regiões praticamente independentes, separando-as da autoridade do Pe. Geral.
A política educativa dos Estados mudou radicalmente a situação dos colégios de religiosos. Ao ideal de um ensino obrigatório para todos, que demoraram decênios em fazê-lo realidade, uniu-se cada vez mais uma visão estatalizadora e de controle de todos os setores da vida pública, em especial da educação, com fortes tendências laicistas e anticlericais. Como conseqüência algumas Congregações religiosas foram suprimidas, proibiu-se também o ensino dos religiosos por serem religiosos, e o Estado manipulava com seus planos de ensino. Muitos colégios passaram as mãos dos Governos; e a bastantes religiosos era-lhes oferecido trabalho nos colégios públicos.
Os Escolápios são tratados com maior benevolência em bastantes casos: não se suprime a Ordem Religiosa e permite-lhes ensinar. Razão -por seu caráter popular e também porque o Estado não tem meios para substituí-los. Porém, têm que ensinar segundo os planos oficiais e estão sujeitos à Inspeção. Tudo isso supõe um limite para os métodos escolápios do ensino; mas aceitam a situação com realismo, procurando manter outros elementos próprios de seu estilo educativo: cuidadosa formação religiosa, teórica e prática; normas de comportamento e urbanidade, seriedade, rigor científico e didático, etc.
Depois de todas estas mudanças, o número de religiosos das Escolas Pias diminui: no ano 1830 são 1.230 religiosos. Mas ao mediado do século começa-se uma notável restauração, e como fruto dessa, ao final do século XIX são 2.100 os religiosos, que atendem aproximadamente a 50.000 alunos.
Os colégios escolápios que permanecem não diminuem sua eficácia docente, nem seu prestígio educativo. A renovação pedagógica amplia-se nesse século. Continua o alto nível científico em algumas províncias (Hungria, Boêmia, Toscana, etc.), e se abrem novos campos educativos: escolas de surdos-mudos (Itália, Polônia, Áustria), ensino comercial (administração), ensino extra-escolar para adultos. Publicam-se numerosos livros de texto, e inclusive instalam-se imprensas para publicá-los. Em vários colégios existem laboratórios e museus de ciências naturais.
A Restauração tem especiais conseqüências na Espanha. Ao final do século, a Província da Catalunha tem 240 religiosos e 21 colégios; Aragão tem 170 religiosos e 11 casas, Castilha 320 religiosos com 14 colégios. Criou-se a Vice-Província de Valência, que cedo se converterá em Província; e o chamado Vicariato Geral da Espanha mantém também várias casas interprovinciais. Desde Espanha se começa nessa época uma prometedora expansão na América: Cuba, Argentina, Chile, que se consolidarão e crescerão no futuro, e também em outros países, mas não prosperaram.
No tema da gratuidade, tão própria das Escolas Pias, produz-se neste século uma mudança importante. Depois das desamortizações dos bens eclesiásticos e a incautação dos fundos fundacionais, muitas casas dos Escolápios ficam sem os recursos necessários para subsistir. Não poucos municípios mantêm ainda as ajudas, embora às vezes demoram no pagamento ou não aumentam para nada. Por outra parte, a exigência das titulações obriga-lhes a contratar professores laicos, que aumentam consideravelmente os gastos. Os ingressos dos internatos e do culto não são suficientes. Assim, as situações são mais insustentáveis, e acorrem ao Papa, que em 1873 autoriza-lhes a cobrar parcialmente o ensino; mas não a todos, só àqueles que prolonguem sua estada no colégio. É o começo da divisão em três classes de alunos: os internos (de pago); os externos (gratuitos) e os semi-internos, que permanecem no colégio ao finalizar as aulas para fazer as tarefas e estudar, e às vezes, para comer (e pagam por isso).
Nessa época surgem várias Congregações Religiosas inspiradas no carisma de São José de Calasanz, ao qual tratam com uma grande devoção e dele pegam o seu espírito. Na fundação de alguma delas fica presente algum Escolápio, mas em outras não. Assim surgem: Padres Cavanis (Veneza, 1802); Irmãs de Vorselaar (Bélgica, 1820), Madres Escolápias (Catalunha, 1829), Padres de Timón Davi (Marselha, 1852), Calasâncias da Divina Pastora (Cádiz, 1855), Suore Calasanziane (Florença, 1889). Todas elas, com os Escolápios, formam a chamada “Família Calasância”.

## As Escolas Pias no século XX
Nesse século, as Escolas Pias se desenvolvem num contexto eclesial e histórico muito diferente da etapa anterior. Em 1904 o Papa Pio X dá por encerrado o período da separação de Roma em que viviam alguma circunscrições. A partir dessa data avança-se para uma unidade mais orgânica e legislativa da Ordem. Organizam-se melhor as Províncias e as Casas, tem-se mais cuidado da formação dos jovens escolápios, e o crescimento do último período do século anterior se consolida.
A Primeira Guerra Mundial obriga a reorganizar algumas Províncias (Eslováquia, Romênia), devido às mudanças das fronteiras. O período de entre-guerras, com as ditaduras que emergem, causa dificuldades nas Escolas Pias na Itália, Áustria, Boêmia, Polônia. A Guerra Civil espanhola, com uns 200 escolápios mortos violentamente, e a Segunda Guerra Mundial supõem graves quebrantos no funcionamento das escolas e das comunidades.
Finalizadas essas guerras, as Escolas Pias se encontram em situações muito diferentes. Por um lado, na Itália e mais na Espanha são tempos de crescimento, com notável aumento das vocações e número de alunos. Mas a vida das Províncias da Europa Central muda radicalmente. Os Governos comunistas incautam os colégios privados e só permitem manter algumas paróquias e um pequeníssimo número de colégios, como símbolo de liberdade, entre os quais se encontram os colégios dos escolápios (2 na Hungria e 1 na Polônia). As Congregações Religiosas são proibidas. Os nossos religiosos se dispersam. Só uns poucos podem viver nas comunidades autorizadas, e os restantes não podem aparecer como religiosos. Continua-se mantendo, porém, um considerável número deles na clandestinidade e inclusive recebem e formam algumas vocações. Mas algumas Províncias vão-se extinguindo.
Nos anos 1950 e 1960 se produz uma grande expansão das Escolas Pias, partindo sobretudo da Espanha. Essas novas fundações se produzirão principalmente na América, mas também na Europa: na mesma Península Ibérica e mais timidamente na França assim como no Japão. O número de alunos aumenta consideravelmente e também cresce o número de professores laicos.
O Concílio Vaticano II (1962-1965) marcará um ponto de inflexão da maior importância: o novo jeito de olhar as realidades terrenas, a renovação da pastoral e da liturgia, a liberdade de consciência, e, sobretudo, a concepção da Igreja como povo de Deus, com o natural desenvolvimento da Teologia do Laicato. Tudo isso supõe um novo jeito de ficar os cristãos na Igreja e no mundo. A chamada de atenção aos religiosos pedindo a sua renovação, voltando o olhar a seus carismas fundacionais, e a valorização da educação como modo de apostolado cristão serão outras mensagens que terão muita influência nos Escolápios.
Em 1965 as Escolas Pias contam com 2.535 religiosos e com uns 85.000 alunos.
A diminuição das vocações e as crises religiosas dos anos 70, com numerosas saídas de sacerdotes e religiosos, supõem uma notável defasagem no número de membros das Congregações Religiosas e do Clero Diocesano. Mas as obras mantidas pelos Escolápios não diminuem; ao contrário, continuam aumentando e diversificando-se. Naturalmente isso é possível se contamos com novos colaboradores, os laicos católicos, cada vez mais preparados e mais protagonistas nas obras da Igreja. A Teologia do laicato que se iniciou no Concílio Vaticano II irá aos poucos dando frutos: primeiro na América Latina, mas também na velha e clericalizada Europa.
Com a desaparição dos regimes comunistas da Europa Central (ao começo da década dos 90), os Escolápios dessas regiões recobram subitamente nova vitalidade. Emergentes da clandestinidade, reunificados nas comunidades, recuperados muitos de seus colégios antigos e Igrejas, aumentarão suas obras e alunos, assim como as vocações. Hungria, Polônia, Eslováquia se encontram agora em pleno crescimento e reorganização.
Nos últimos decênios as Escolas Pias se têm aberto a novos países, especialmente na África e na Ásia; a novos tipos de obras, buscando fundamentalmente a aproximação aos mais pobres; têm assumido bastante paróquias, têm promovido variados movimentos de voluntariado entre os leigos, têm fomentado o nascimento de comunidades cristãs de jovens e adultos, têm iniciado o nascimento das Fraternidades das Escolas Pias (FEP) ou escolápios leigos...
As vocações escasseiam na Espanha, Itália e Áustria, mas as Escolas Pias aumentam visivelmente na Hungria, Polônia, Eslováquia; na América, desde Califórnia até Argentina e Chile; na África; na Índia e Filipinas...
A 31 de dezembro de 2003 o número de religiosos eram de 1.421, que moravam em 211 comunidades espalhadas em 33 países (15 na América, 10 na Europa, 5 na África e 3 na Ásia). Atendiam a 111.167 alunos/as (Infantil: 11%; Ensino Fundamental: 43%; Ensino Meio: 43%; Educação Profissional: 2%; Superior: 1%). As pessoas atendidas nas paróquias se aproximam a 500.000.

## Missão
religiosos e leigos,

“colaboradores da verdade”,

como São José de Calasanz faz 400 anos,

nos sentimos hoje enviados por Cristo e a Igreja para

EVANGELIZAR EDUCANDO,

a partir da primeira infância,

as crianças e jovens, especialmente pobres,

por meio da integração de Fé e cultura – “Piedade e Letras”,

naqueles ambientes e lugares por onde nos guia o carisma,

para servir à Igreja

e transformar a sociedade

segundo os valores evangélicos

de justiça, solidariedade e paz,

temos recebido para isso

um carisma que vem de Deus,

uma leitura calasância do Evangelho,

uma história, uma espiritualidade e pedagogia próprias,

pessoas em comunhão,

escolas e instituições específicas,

que nos permitem fazer presentes

a Jesus Mestre e a Maternidade da sua Igreja

aos pequenos

## Escolápios no Brasil
As Escolas Pias chegaram ao Brasil no ano 1950. A missão é realizada em colégios, paróquias e centros educativos e sociais.
Os padres escolápios encontram-se em cinco paróquias:
Paróquia São Marcos - Belo Horizonte, MG.
Paróquia Nossa Senhora das Graças - Governador Valadares, MG.
Paróquia São José de Calasanz - Serra, ES.
Paróquia Nossa Senhora de Guadalupe - Aracaju, SE
Paróquia São Vicente de Paulo - Araguaína, TO
São administradores de dois colégios
Colégio São Miguel Arcanjo - Belo Horizonte, MG.
Colégio Ibituruna - Governador Valadares, MG.
Além de obras e centros sociais em Belo Horizonte, Governador Valadares, Serra e Aracaju.